# Ивашкевич, Тимофей Фёдорович
Тимофей Фёдорович Ивашкевич (1908 год, с. Пальчик — 1977 год, с. Чалдовар, Калининский район, Фрунзенская область) — председатель колхоза имени Калинина Панфиловского района Фрунзенской области, Киргизская ССР. Герой Социалистического Труда (1957). Депутат Верховного Совета Киргизской ССР.

## Биография
Родился в 1908 году в крестьянской семье в селе Пальчик (ныне — Катеринопольский район Черкасской области, Украина).
Участвовал в Великой Отечественной войне в 1941—1943 гг.
С 1947 по 1963 года — председатель колхоза имени Калинина Панфиловского района.
Вывел колхоз в число передовых сельскохозяйственных предприятий Фрунзенской области. В 1956 году колхоз сдал государству 499,5 центнеров сахарной свеклы с каждого гектара с общей площади в 323 гектаров. Указом Президиума Верховного Совета СССР от 15 февраля 1957 года за выдающиеся успехи, достигнутые в деле увеличения производства сахарной свеклы, хлопка и продуктов животноводства, широкое применение достижений науки и передового опыта в возделывании хлопчатника, сахарной свеклы и получение высоких и устойчивых урожаев этих культур удостоен звания Героя Социалистического Труда с вручением ордена Ленина и золотой медали «Серп и Молот».
Избирался депутатом Верховного Совета Киргизской ССР (1963—1967).
С 1969 года — персональный пенсионер союзного значения. Проживал в селе Чалдовар Калининского района Фрунзенской области.
Скончался в 1977 году.